# 邵光祖
邵光祖（1301年—1375年），字宏道，元朝末年、明朝初年苏州长洲人。
邵光祖博通好古，研究儒家经典经传（四书五经等），探求六书之旨。他向弟子朝夕讲习近三十年。割据苏州的吴王张士诚征召他担任湖州学正，他没有就任。他的著作有《尚书集说》，通行于当世。